# Balvi
Balvi (ryska: Балви) är en kommunhuvudort i Lettland. Den ligger i kommunen Balvu Novads, i den östra delen av landet, 190 km öster om huvudstaden Riga. Balvi ligger 117 meter över havet och antalet invånare är 8 409.
Terrängen runt Balvi är mycket platt. Runt Balvi är det mycket glesbefolkat, med 6 invånare per kvadratkilometer. Balvi är det största samhället i trakten. I omgivningarna runt Balvi växer i huvudsak blandskog.